# 무안 법천사 석장승
무안 법천사 석장승(法泉寺 石長牲)은 대한민국 전라남도 무안군 몽탄면 달산리, 법천사 입구에 서 있는 한 쌍의 돌장승이다. 1987년 6월 1일 전라남도의 민속문화재 제24호로 지정되었다.

## 개요
법천사 입구에 서 있는 한 쌍의 돌장승으로, 절의 영역을 표시함과 동시에 수문장으로서, 절을 지키고 경내의 살생과 나무채취를 막는 구실을 한다.
남장승의 높이는 170cm, 너비 48cm이며, 여장승은 높이 166cm, 너비 41cm이다. 투박한 돌을 거칠게 깎아 만든 두 장승은 커다란 황소눈에 주먹코이다. 입은 다물고 있지만 미소를 짓고있는 모습에서 시골의 노인을 떠올리게 한다. 아들을 낳기 원하는 사람들이 장승에 고사를 지내거나 장승코를 갈아서 깨끗한 물에 타 마시기도 하였다는 이야기가 전한다.
조선 인조(재위 1623∼1649) 무렵 원명스님이 법천사를 중창(원래의 절을 고쳐 새로이 함)할 당시에 함께 세워놓은 것으로 추정된다.

## 참고 자료
- 법천사석장승 - 국가유산청 국가유산포털